# Seveux
Seveux foi uma comuna francesa na região administrativa de Borgonha-Franco-Condado, no departamento de Alto Sona. Estendia-se por uma área de 16,89 km². Em 2010 a comuna tinha 500 habitantes (densidade: 29,6 hab./km²).
Era chamada de Segobúdio (em latim: Segobudium) durante o período romano.
Em 1 de janeiro de 2019, passou a formar parte da nova comuna de Seveux-Motey.